# Fram för lilla Lotta!
Fram för lilla Lotta! (engelska: Operation Bullshine) är en brittisk komedifilm från 1959 i regi av Gilbert Gunn.

## Handling
Under andra världskriget utses löjtnant Brown till befälhavare över ett luftvärnsbatteri bemannat av kvinnliga frivilliga från Auxiliary Territorial Service, däribland hans egen hustru.

## Rollista i urval
- Donald Sinden - löjtnant Gordon Brown
- Barbara Murray - menige Betty Brown
- Carole Lesley - menige Marge White
- Naunton Wayne - major Pym
- Dora Bryan - menige Cox
- Daniel Massey - artillerist Peter Palmer
- Peter Jones - artillerist Perkins
- Barbara Hicks - sergeant Merrifield